# Kaart van Utopia

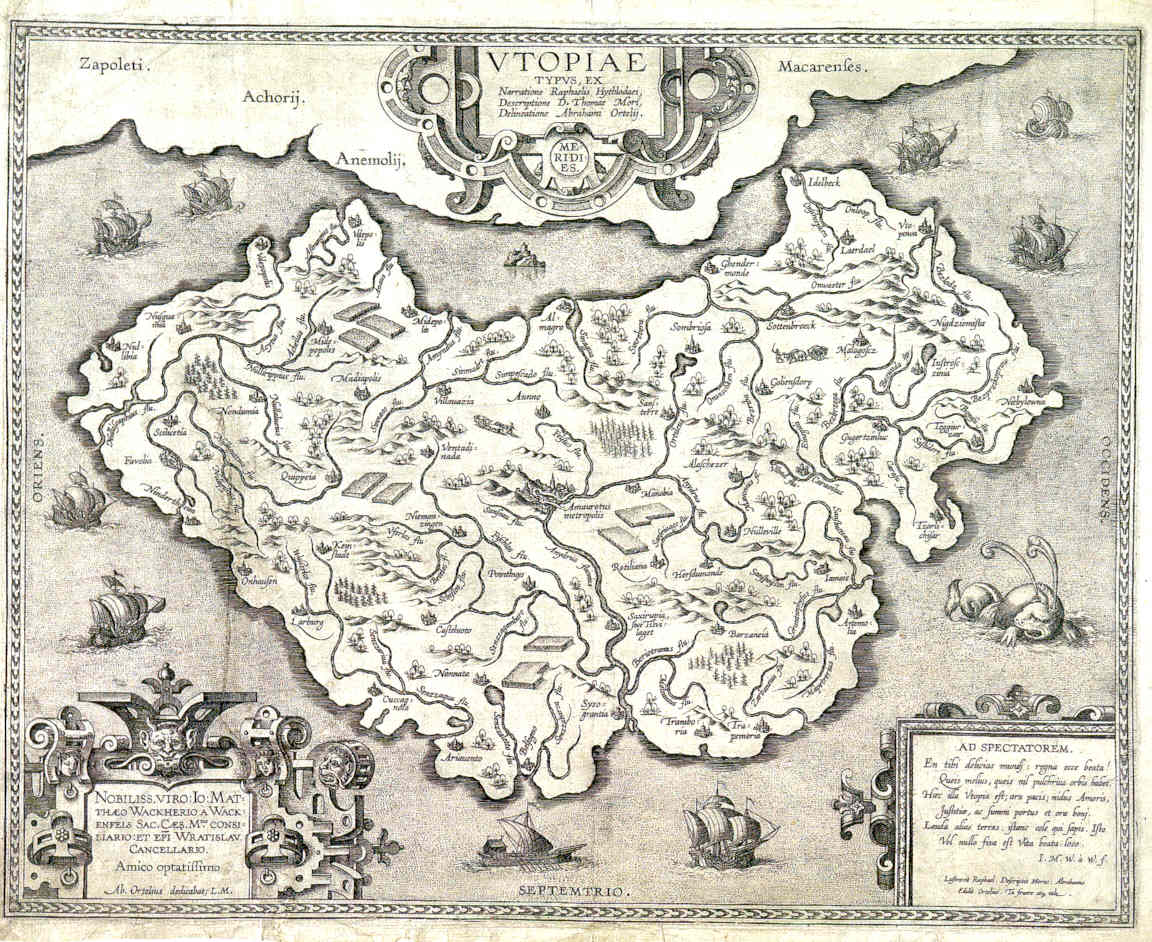

Kaart van Utopia is een kaart door de hand van de Antwerpse cartograaf Abraham Ortelius (1527-1598) gebaseerd op het boek Utopia van Thomas More.

## Iconografie
Abraham Ortelius baseerde zich voor het ontwerp van deze kaart op het beroemde boek van de Engelse auteur Thomas More (1477-1535), een van de meest invloedrijke publicaties die in de Nederlanden werd uitgegeven.

## Situering
Deze kaart werd in twaalf exemplaren gedrukt in Antwerpen. Anno 2018 was er nog maar één exemplaar van bekend. In 2018 verwierf de Koning Boudewijnstichting dankzij de middelen van het Fonds Charles Vreeken de gravure van Ortelius. Het werk werd door de Koning Boudewijnstichting in bruikleen toevertrouwd aan het museum Plantin-Moretus waar het voor het grote publiek gevaloriseerd en tentoongesteld wordt. Dat het werk ginds getoond wordt is geen toeval. Abraham Ortelius werkte namelijk nauw samen met de Antwerpse drukkerij Plantin-Moretus, waar het overgrote deel van zijn atlassen gedrukt zijn.